# Phymatostetha cynthia
Phymatostetha cynthia är en insektsart som först beskrevs av Carl Stål 1865.  Phymatostetha cynthia ingår i släktet Phymatostetha och familjen spottstritar. Inga underarter finns listade i Catalogue of Life.